# Цар (фільм, 2009)
«Цар (фільм 2009)» (рос. Царь)— російська історична драма режисера Павла Лунгіна, яка розповідає про декілька років з життя першого царя Московії Івана Грозного, його взаємини з митрополитом Московським Пилипом і події епохи опричнини . РПЦ протестувала проти прем'єри називаючи фільм "росіянофобським"

## Сюжет
Дія фільму відбувається в 1566—1569 роках , в розпал опричнини та 
Лівонської війни. Історія починається коли Російська Православна Церква після зречення Афанасія залишається без митрополита , і Іван IV кличе до себе друга дитинства, ігумена Соловецького монастиря Пилипа Количєва . Фільм разбито на чотири частини :
1. Молитва царя
Іван Грозний молиться і просить Господа допомогти йому у всіх його справах. Тим часом до Москви їде ігумен Пилип , і по дорозі рятує дівчинку Машу, яка втекла від опричників що вбили її батька. Іван Грозний пропонує Пилипу стати митрополитом Московським, але той спочатку відмовляється. Ігумен зустрічає у місті свого племінника Количєва, який їде на війну і радить ігумену тікати подалі від царя, оскільки вижити поряд з ним він не зможе. Цар знову приходить до Пилипа, дарує Маші ікону Богородиці і все-таки вмовляє Пилипа стати митрополитом. Той у свою чергу побачивши жахи, що творяться опричниками, намагається переконати царя не бути настільки жорстоким і виявляти милість до ворогів.
2. Війна царя
Племінник ігумена бере участь у кровопролитному бою за контроль над литвинським (білоруським містом Полоцьком. Там же з'являється дівчинка Маша, яка втекла з іконою Богородиці від царя. Московити чують наказ "до мосту можна - за міст не можна, там Полоцьк" . Війська Речі Посполитої та Великого князівства Литовського , Руського й Жемайтійського просуваються, племінник митрополита намагається зруйнувати міст, дівчинка пускає ікону по течії , вона торкається моста, і завдяки цьому він руйнується. Воєводи повертаються з Полоцька до Москви, проте стає відомо, що польсько-литвинські війська обійшли місто з тилу і Полоцьк сам відчинив їм ворота. Цар у страшному гніві, він хоче стратити всіх воєвод. Пилип укриває їх у себе, чим додатково накликає гнів царя. Воєвод арештовують. Малюта Скуратов ставить їм клейма на груди. Цар наказує Пилипу самому вершити суд, на якому всі воєводи зізнаються у зраді. Розуміючи, що вони кажуть неправду, Пилип відмовляється підписати їм смертний вирок . Тим часом цар готує для воєвод страшну кару: він випускає їх по одному на арену з ведмедем. Вбивши двох воєвод, ведмідь нападає на третього, Количєва . У цей момент на арену вибігає Маша з іконою Богородиці в руках та намагається зупинити ведмедя. Той залишає Количеєа і одним сильним ударом лапи вбиває Машу. Митрополит Пилип шокований безглуздою жорстокістю московського царя. Розуміючи безплідність своїх спроб переконати його відмовитися від нелюдства, митропрлит спускається на арену, підіймає ікону і йде з нею геть.
3.Гнів царя
Під час служби в соборі Пилип не дає благословення цареві кажучи що "не бачу я правителя , ні в одязі цьому ні у справах його" , цар у шаленій люті позбавляє митрополита сану і змушує спостерігати страту його племінника на дибі. Самого Пилипа цар вирішує помилувати, але засилає його довічно в монастир, де той утримується як звичайний в'язень, у кайданах, позбавлений навіть води.
4.Веселощі царя
Генріх фон Штаден (німець на службі у Івана Грозного) будує «тортурове містечко», куди планується скликати народ на гуляння та споглядання катувань засуджених. Під час огляду містечка царський блазень Вассіан цитує Апокаліпсис, порівнюючи Марію Темрюківну (дружину Івана Грозного) з Вавилонською блудницею, за що цар спалює його живцем на багатті. Тим часом у монастирі з Пилипа після численних молитв спадають пута, а сам він отримує дар зцілення та передбачення. Він попереджає архієпископа Пимена, що «від цього дня на третій з'явиться Сатанаїл і я відійду. Гріх моєї смерті на братів покладуть», тобто їх звинуватять у його смерті. Пилип закликає їх тікати та рятувати себе. Однак ігумен, і майже всі ченці залишаються з ним. Приїжджає цар, проте Пилип знову звинувачує його у жахливій жорстокості і відмовляє у благословенні; за наказом царя Скуратов своїми руками вбиває Пилипа (душить). Незважаючи на наказ Скуратова принести йому труп, ченці відспівують Пилипа в дерев'яній церкві і замикаються у ній; опричники спалюють церкву з людьми, які там знаходяться.
У фіналі фільму цар приходить у «тортурне містечко» і всю ніч чекає на початок «веселощів». Незважаючи на наказ з'явитись, ніхто не приходить. «Де мій народ?» - Запитує цар. Потім він молиться, потім знову запитує: «Де мій народ?…».

## В ролях
- Петро Мамонов — Іван Грозний
- Олег Янковський  — митрополит Пилип
- Раміля Іскандер  — Марія Темрюковна
- Олександр Домогаров  — Олексій Басманов, опричник
- Настя Донцова — Маша, сирота
- Іван Охлобистін  — царський блазень